# Genlisea violacea
Genlisea violacea es una planta del género Genlisea nativa de Sudamérica.